# 沈爱红
沈爱红（1974年3月—），女，汉族，山东沂南人，中华人民共和国政治人物。现任银川市政协副主席。第十四届全国政协委员。